# Morgan Pearson
Morgan Cadwell Pearson (Washington, 22 settembre 1993) è un triatleta statunitense.

## Biografia
Ha rappresentato gli Stati Uniti ai Giochi olimpici estivi di Tokyo 2020 dove ha vinto la medaglia d'argento nella gara a squadre, gareggiando coi connazionali Katie Zaferes, Kevin McDowell e Taylor Knibb. Nella prova individuale si è classificato quarantaduesimo.

## Palmarès
- Giochi olimpici

Tokyo 2020: argento nella gara a squadre
- Mondiali a staffetta

Amburgo 2020: argento nella staffetta mista;
- Campionati panamericani

Sarasota 2018: oro nella staffetta mista;